# 文家街道 (成都市)
文家街道是中华人民共和国四川省成都市青羊区所辖街道，位于青羊区西部。根据2006年的数据，辖区面积20.25平方公里，人口3万。

## 行政区划
文家街道下辖以下地区：
康庄社区、大石桥社区、张家碾社区、盐井社区和快活社区。